# SPR Olkusz
Stowarzyszenie Piłki Ręcznej Olkusz – polski żeński klub piłki ręcznej, powstały w 2009 w Olkuszu. Przejął sekcję szczypiornistek Kłosa Olkusz, która w sezonie 2008/2009 wywalczyła awans do Ekstraklasy. W najwyższej klasie rozgrywkowej olkuska drużyna występowała w sezonie 2009/2010 i w latach 2013–2015. Od 2015 rywalizuje w I lidze.

## Historia
Sekcja piłki ręcznej kobiet funkcjonowała w Kłosie Olkusz w latach 1973–1981 (trenerami byli: Roman Nowosad i Urszula Majcher) oraz 2003–2009. W sezonie 2008/2009 olkuskie szczypiornistki wygrały w I lidze 14 meczów, dwa zremisowały i cztery przegrały, zajmując 1. miejsce w rozgrywkach z przewagą jednego punktu nad drugim KSS-em Kielce. Po wywalczeniu awansu do Ekstraklasy, w maju 2009 utworzono samodzielne Stowarzyszenie Piłki Ręcznej Olkusz, które przejęło sekcję piłki ręcznej z Kłosa Olkusz.
W Ekstraklasie SPR Olkusz zadebiutował 5 września 2009, wygrywając 26:17 w meczu domowym z innym beniaminkiem, KSS-em Kielce. W rundzie zasadniczej sezonu 2009/2010 olkuska drużyna wygrała dwa spotkania i 20 przegrała, plasując się z dorobkiem czterech punktów na ostatnim miejscu w tabeli. W fazie play-out olkuskie szczypiornistki odniosły jedno zwycięstwo, zanotowały jeden remis i poniosły cztery porażki, spadając do I ligi. Występowały w niej przez następne trzy lata, wywalczając w sezonie 2012/2013 awans do Superligi. W rundzie zasadniczej sezonu 2013/2014 klub z Olkusza wygrał trzy mecze, jeden zremisował, a 16 przegrał (zdobył siedem punktów). Z ostatniego miejsca w tabeli przystąpił do gry w fazie play-out, dwukrotnie przegrywając w niej z KPR-em Jelenia Góra i Ruchem Chorzów. W maju 2014 olkuska drużyna pokonała w barażu o utrzymanie UKS Kościerzynę (59:40 w dwumeczu), pozostając w Superlidze. W rundzie zasadniczej sezonu 2014/2015 szczypiornistki z Olkusza zajęły ostatnie miejsce w tabeli. W fazie play-out zremisowały jedno spotkanie i pięć przegrały, kończąc rozgrywki na 12. pozycji (z łączonym bilansem dwóch zwycięstw, dwóch remisów i 22 porażek), oznaczającej degradację do I ligi. W sezonie 2015/2016 klub zajął w niej 1. miejsce, jednak z przyczyn organizacyjnych i finansowych zrezygnował z występów w Superlidze, pozostając w I lidze.

## Osiągnięcia
- Superliga:
  - 11. miejsce; 2013/2014
  - 12. miejsce: 2009/2010, 2014/2015
- I liga:
  - 1. miejsce: 2012/2013, 2015/2016, 2017/2018
  - 2. miejsce: 2010/2011, 2011/2012
- Puchar Polski:
  - 1/4 finału: 2009/2010[6]